# Ice, Death, Planets, Lungs, Mushrooms and Lava
Ice, Death, Planets, Lungs, Mushrooms and Lava dvadeset i prvi je studijski album australskog rock-sastava King Gizzard & the Lizard Wizard. Diskografska kuća KGLW objavila ga je 7. listopada 2022.
Nadahnuti zajedničkim pisanjem, snimanjem i uređivanjem osamnaestominutne pjesme „The Dripping Tap” s prethodnog studijskog albuma Omnium Gatherum, članovi sastava veći su dio uratka snimili u tjedan dana; zajedno su improvizirali i svakog su se dana služili različitim ljestvicama i tempima.
Za taj je album, koji je Chris Deville u internetskom časopisu prozvao „albumom na kojem su članovi King Gizzarda surađivali više nego ikad prije”, glavni pjevač i multiinstrumentalist Stu Mackenzie izjavio: „U studio smo ušli samo s tempom, ljestvicom i nazivom. Nije bilo ničeg drugog; ni rifova ni melodija. Samo smo ušli, uzeli glazbala i rekli: 'Idemo.'”

## O albumu
Skupina je 18. lipnja 2022. na Twitteru izjavila da će do kraja 2022. objaviti još tri albuma. Dana 12. srpnja objavljeno je da su pjesme na prvim dvama albumima nastale tako što su „sva šestorica članova improvizirano svirala nekoliko sati”, a slično je snimljena i pjesma „The Dripping Tap” s Omnium Gatheruma.
Pjesme na uratku napisane su tijekom snimanja; skupina je otišla u studio bez gotovo ikakvih ideja. Frontmen Stu Mackenzie izjavio je: „Sve što smo donijeli sa sobom u studio bili su nazivi za tih sedam pjesama.” Grupa je također izjavila da su pjesme nastale na temelju sedam grčkih modusa.
Snimanje je trajalo sedam dana i članovi su snimili nekoliko sati improviziranih pjesama. Mackenzie bi na kraju svakog dana uzeo snimke tih svirki i oblikovao ih u pjesme. Članovi sastava naknadno su snimili dodatne glazbene dionice i zajedno napisali tekstove pjesama.

## Objava
Glazbeni spot za „Ice V” objavljen je 7. rujna, a režirao ga je Danny Cohen. Skupina je istog dana otkrila nazive pjesama, naslovnice albuma i datum objave za iduća tri albuma: Ice, Death, Planets, Lungs, Mushrooms and Lava (7. listopada), Laminated Denim (12. listopada) i Changes (28. listopada).

## Popis pjesama
| 1.    | »Mycelium«    | Stu Mackenzie, Ambrose Kenny-Smith, Joey Walker, Cook Craig, Lucas Harwood | Mackenzie, Kenny-Smith, Michael Cavanagh, Walker, Craig  | 7:36  |
| 2.    | »Ice V«       | Mackenzie, Kenny-Smith, Craig, Harwood                                     | Mackenzie, Kenny-Smith, Cavanagh, Walker, Craig, Harwood | 10:16 |
| 3.    | »Magma«       | Mackenzie, Kenny-Smith, Walker, Craig, Harwood                             | Mackenzie, Kenny-Smith, Cavanagh, Walker, Craig          | 9:06  |
| 4.    | »Lava«        | Mackenzie, Kenny-Smith, Craig, Harwood                                     | Mackenzie, Kenny-Smith, Cavanagh, Walker, Craig, Harwood | 6:41  |
| 5.    | »Hell's Itch« | Mackenzie, Kenny-Smith, Walker, Craig, Harwood                             | Mackenzie, Kenny-Smith, Cavanagh, Walker, Craig          | 13:28 |
| 6.    | »Iron Lung«   | Mackenzie, Kenny-Smith, Craig, Harwood                                     | Mackenzie, Kenny-Smith, Cavanagh, Walker, Craig          | 9:05  |
| 7.    | »Gliese 710«  | Mackenzie, Kenny-Smith, Craig, Harwood                                     | Mackenzie, Kenny-Smith, Cavanagh, Craig, Harwood         | 7:48  |
| 64:00 |               |                                                                            |                                                          |       |

## Recenzije
| Zbirne ocjene | Zbirne ocjene |
| Izvor         | Ocjena        |
| ------------- | ------------- |
| Metacritic    | 84/100        |
| Recenzije     |               |
| Izvor         | Ocjena        |
| AllMusic      | [ 9 ]         |
| Clash         | 7/10          |
| The Fire Note | [ 11 ]        |
| Gigwise       | 8/10          |
| Pitchfork     | 8,1/10        |
| Uncut         | [ 14 ]        |

Tim Sendra dao mu je četiri i pol zvjezdice od njih pet u recenziji za AllMusic i napisao je: „Za razliku od nekih njegovih drugih uradaka čiji dijelovi katkad mogu i dojaditi, ovdje nema nijednog trenutka koji se ponavlja ili izaziva dosadu. Nevjerojatno, ali to je još jedan novi početak za skupinu koji parira s karijerskim vrhuncima kao što su Butterfly 3000, Nonagon Infinity i Flying Microtonal Banana. King Gizzard neumoran je i izvanredan, a njegovi slušatelji moraju ga slijediti poput jastrebova jer bi mogao objaviti klasik, što je upravo i učinio objavom Ice, Death, Planets, Lungs, Mushrooms and Lave.” Simon Workman u recenziji za internetski časopis The Fire Note dao mu je četiri i pol slušalice od njih pet i zaključio je: „IDPLML nije album koji treba preporučiti osobi koja prvi put čuje za sastav (iznimka je osoba koja već sluša eksperimentalnije oblike psihodelije, progresivne glazbe ili jazz fusiona). Međutim, ako već volite vječno promjenjivu prirodu King Gizzarda ili možete uživati u duljim improviziranim pjesmama, mnogo će vam se toga svidjeti na tom albumu.” Uradak je dobio osam zvjezdica od njih deset u recenziji Brada Skeda za Gigwise; recenzent je komentirao: „Ice, Death, Planets, Lungs, Mushrooms and Lava djelo je tog nesputana, slobodna i iznimno marljiva kolosa od sastava. Dijelom se čini kao da je to album najboljih pjesama ili uradak na kojem se nalaze najkvalitetniji dijelovi njegova univerzuma; kao da središnje mjesto zauzimaju najbolji dijelovi albuma među kojima su I'm in Your Mind Fuzz, Nonagon Infinity, Paper Mâché Dream Balloon i Quarters!, no svi su oni premazani novom bojom, a u pjesme je uvršten dio izvođača koji su utjecali na skupinu, te tako nastaje odličan kaleidoskopski koktel.”

## Zasluge
| King Gizzard & the Lizard Wizard - Stu Mackenzie – klavir (na 1. pjesmi i od 4. do 7. pjesme); bas-gitara (osim na pjesmi „Lava”); gitara; orgulje; vokali; udaraljke (osim na 4. i 6. pjesmi); flauta; clavinet (od 2. do 4. pjesme i na pjesmi „Iron Lung”; snimanje; miksanje; produkcija - Ambrose Kenny-Smith – klavijatura; saksofon; udaraljke (osim na pjesmi „Lava”); vokali (osim na pjesmi „Magma”); usna harmonika (na pjesmi „Hell's Itch”) - Michael Cavanagh – bubnjevi - Joey Walker – bas-gitara (osim na 4. i 7. pjesmi); klavijatura (na pjesmi „Mycelium”); gitara (osim na 5. i 7. pjesmi); Farfisa (na 2. i 6. pjesmi); sintesajzer (na pjesmi „Lava”); vokali (na pjesmi „Hell's Itch”) - Cook Craig – bas-gitara (na 1. i 7. pjesmi); klavijatura; gitara (osim na pjesmi „Hell's Itch”) - Lucas Harwood – bas-gitara (na 2., 4. i 7. pjesmi); klavijatura (na 2. i 7. pjesmi); klavir (na pjesmi „Gliese 710”) | Ostalo osoblje - Joe Carra – mastering - Jason Galea – naslovnica, fotografija, omot albuma |